# Bailout at 43,000
Bailout at 43,000 est un film américain réalisé par Francis D. Lyon, sorti en 1957.

## Fiche technique
- Titre : Bailout at 43,000
- Réalisateur : Francis D. Lyon
- Scénario : Paul Monash
- Musique : Albert Glasser
- Costumes : Alvina Tomin
- Producteurs : Howard Pine, William C. Thomas
- Société de production : Pine-Thomas Productions
- Durée : 78 minutes
- Film en noir et blanc
- Genre : Drame
- Dates de sortie :
  - États-Unis : mai 1957
  - Finlande : 30 août 1957
  - Allemagne de l'Ouest : 30 octobre 1957
  - Suède : 31 mars 1958

## Distribution
- John Payne : Major Paul Peterson
- Karen Steele : Carol Peterson
- Paul Kelly  : Colonel Hughes
- Richard Eyer : Kit Peterson
- Constance Ford : Mme Frances Nolan
- Eddie Firestone : Capitaine Mike Cavallero
- Adam Kennedy : Lieutenant Ed Simmons
- Gregory Gaye : Dr Franz Gruener
- Steven Ritch : Major Irv Goldman
- Richard Crane : Capitaine Jack Nolan